# فیلیپ راجرز (ورزشکار)
فیلیپ راجرز (انگلیسی: Philip Rogers; ۱۴ فوریهٔ ۱۹۰۸ – ۱۹ ژوئن ۱۹۶۱) قایقران قایق بادبانی اهل کانادا بود.